# Ukončení rozpravy
Ukončení rozpravy (anglicky zpravidla cloture či closure) je institut používaný při jednání kolektivních orgánů, zejména zákonodárných sborů. V širším slova smyslu zahrnuje všechny případy, kdy předsedající konstatuje, že rozprava došla ke svému závěru, a to typicky vyčerpáním přihlášek všech řečníků nebo uplynutím předem určené časové dotace. V užším slova smyslu se ukončením rozpravy rozumí rozhodnutí, přijaté až během rozpravy a v reakci na její průběh, že rozprava bude ukončena bezprostředně či ve stanovený čas. Jedná se tak o nástroj, který umožňuje urychlit rozhodnutí ve věci a překonat obstrukce ve formě řečnění (tzv. filibusteringu). Možnost předčasného ukončení rozpravy v současnosti patří k běžným instrumentům jednacích řádů.

## Austrálie
V Austrálii se postup, kterým jsou stanoveny konečné doby projednávání konkrétních zákonů nebo končí vleklé debaty, nazýván „gilotina“ (guillotine) nebo „roubík“ (gag). Ministr prohlásí, že návrh zákona musí být považován za naléhavý, a podá návrh na omezení doby projednávání. Prohlášení a návrh se mohou týkat jednoho, několika či skupiny návrhů zákonů. O návrhu se hlasuje bezprostředně, bez rozpravy; pozměňovací návrhy nejsou připuštěny.

## Česko
Při projednávání bodu v Poslanecké sněmovně předsedající rozpravu ukončí, nejsou-li do ní přihlášení další řečníci. Ve spojení s dalšími ustanoveními jednacího řádu tohoto pravidla od 90. let využívaly různé poslanecké kluby, kdy řečněním zpomalily či zabránily přijetí návrhu zákona.

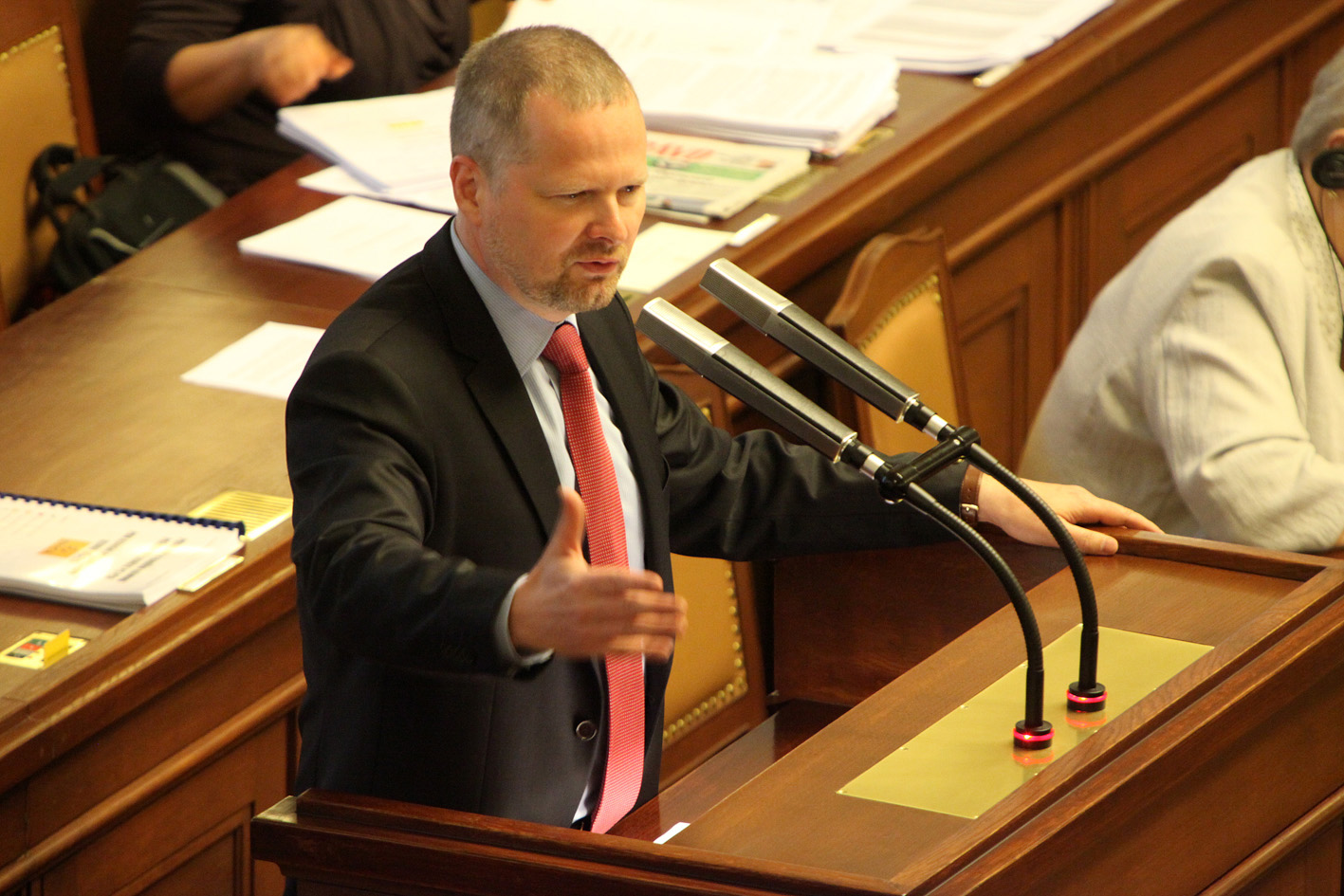
Poslanec Petr Fiala byl přerušen ve svém projevu pevně zařazeným hlasováním.

Při projednávání vládního návrhu zákona o elektronické evidenci tržeb došlo k rozsáhlým obstrukcím opozičních klubů TOP 09 a ODS, které započaly v listopadu 2015. Vládní většina obstrukce potlačila až schválením pevného času hlasování o návrhu zákona, když v čase hlasování bylo do rozpravy stále přihlášeno několik desítek poslanců. Dle nálezu Ústavního soudu sp. zn. Pl. ÚS 26/16 se sice jednalo o porušení jednacího řádu, které však nedosáhlo ústavněprávní dimenze.
[O]mezení, respektive ukončení rozpravy o návrhu přezkoumávaného zákona ve třetím čtení nebylo provedeno v souladu se zákonem (konkrétně v souladu s jednacím řádem Poslanecké sněmovny, když sama Ústava ani jiná část ústavního pořádku v tomto ohledu podrobnosti nestanoví), a to jak samotnou Poslaneckou sněmovnou, tak jejím předsedou. To i přes to, že nebyly využity možnosti, které zákon předsedajícímu schůze pro usměrnění rozpravy dává (např. odejmutí slova, odchyluje-li se řečník od projednávané věci s tím, že obsah rozpravy třetího čtení je poměrně úzce vymezen právě v § 95 odst. 2 jednacího řádu Poslanecké sněmovny). Zbývá tedy posoudit, zda tyto vady (respektive vada) legislativního procesu při přijímání návrhu zákona o evidenci tržeb dosáhly takové intenzity, aby přes značnou zdrženlivost Ústavní soud přistoupil k derogaci uvedeného zákona. Takovému názoru však Ústavní soud - též s ohledem na svou judikaturu - nemohl přisvědčit, neboť neshledal, že by došlo k porušení práv opozice či principů demokratického právního státu na poli "parlamentního" práva obecně, resp. v takto tvrzené intenzitě.
Nález Ústavního soudu ze dne 12. 12. 2017, sp. zn. Pl. ÚS 26/16, bod 58
V 8. volebním období kluby ODS a TOP 09 obstruovaly vládní daňový balíček. Dne 1. listopadu 2019 Sněmovna odhlasovala pevné hlasování na 6. listopadu v 10 hodin. Nález Ústavního soudu sp. zn. Pl. ÚS 87/20 tento postup opět akceptoval.
Ústavní soud na základě stenozáznamů z rozpravy z Poslanecké sněmovny týkající se přijímání napadeného zákona dospěl k závěru, že celý průběh legislativního procesu nevedl k omezení práv parlamentní opozice spočívající v možnosti účastnit se zákonodárné procedury jako její plnohodnotný účastník, resp. že představitelé opozice nebyli z ústavního pohledu zbaveni možnosti reálně se seznámit s návrhem zákona a vyjádřit k němu své stanovisko.
Nález Ústavního soudu ze dne 18. 5. 2021, sp. zn. Pl. ÚS 87/20, bod 93
K dalšímu použití stanoveného času hlasování došlo v roce 2023 při projednávání vládního návrhu upravujícího mimořádnou valorizaci důchodů. V reakci na obstrukce opozičních klubů ANO a SPD se Poslanecká sněmovna nejprve 1. března 2023 usnesla, že hlasování k potvrzení trvání stavu legislativní nouze proběhne téhož dne v 16 hodin. O den později Sněmovna rozhodla, že hlasování k posouzení podmínek pro projednání návrhu ve zkráceném jednání proběhne téhož dne ve 20 hodin.

### Historie
Jednací řády obou komor Národního shromáždění z roku 1920 do značné míry převzaly úpravu jednání poslanecké sněmovny Říšské rady. Každý poslanec či senátor mohl navrhnout konec rozpravy. O návrhu se rozhodlo bez rozpravy, když promluvili aspoň čtyři řečníci. Podle § 48 zákona poté mohli vystoupit již jen jeden hlavní řečník pro a proti, zpravodajové a, není-li zpravodaje, navrhovatel. Pokud se v této fázi o slovo přihlásil člen vlády, rozprava se tím znovu zahájila.
Předčasné ukončení rozpravy umožňovaly také jednací řády Národního shromáždění z let 1949, 1954 a 1960 a jednací řád České národní rady z roku 1969.

## Kanada
Institut closure byl Kanadskou Dolní sněmovnou přijat v roce 1913 na návrh premiéra Roberta Bordena. Nové pravidlo bylo vládou využito jen několik dní po jeho přijetí, a to během projednávání návrhu zákona o námořní pomoci.
Ukončení rozpravy reguluje Standing Order No. 57 Dolní sněmovny a skládá se ze tří částí: oznámení, návrh a závěrečná rozprava před konečným hlasováním o ukončení rozpravy.
Oznámení o ukončení rozpravy (notice of closure) je ústní prohlášení oznamující záměr předložit návrh na ukončení rozpravy, které předloží kterýkoli ministr na předchozím zasedání Committee of the Whole. Oznámení nesmí být učiněno na stejné schůzi jako konečný návrh na ukončení rozpravy.
Návrh na ukončení rozpravy (motion of closure), označený jako návrh, „že rozprava nebude dále odročována“, je přijat prostou většinou v Dolní sněmovně.
Pokud návrh na uzavření projde, je všem poslancům poskytnuta možnost jednoho vystoupení v rozpravě, které nesmí trvat déle než 20 minut. Pokud tato poslední fáze rozpravy neskončila do 16 h téhož dne, nesmí již promluvit žádný poslanec a návrh je předložen ke konečnému hlasování.

## Německo
Podle § 25 odst. 2 jednacího řádu Spolkového sněmu může být návrh na ukončení rozpravy předložen poslaneckým klubem či 5 % poslanců. Hlasováno o něm může být teprve po vystoupení alespoň jednoho řečníka z každé frakce. V praxi se však časové rozvržení debaty stanoví předem dohodou klubů.

## Rakousko
Podle § 39 autonomního jednacího řádu poslanecké sněmovny Říšské rady z roku 1875 bylo možné usnést se prostou většinou na ukončení rozpravy. V takovém případě mohli vystoupit již jen jeden řečník pro a proti, zpravodajové a případně i navrhovatel. Pokud se v této fázi o slovo přihlásil člen vlády, rozprava se tím znovu otevřela. Obdobně to platilo dle § 45 autonomního jednacího řádu z roku 1917; ukončení rozpravy bylo možné navrhnout, pokud již vystoupili alespoň dva řečníci.
Jednací řády parlamentů Rakouské republiky vykazovaly značnou historickou návaznost. Vždy bylo možné odhlasovat konec rozpravy; dle současného jednacího řádu Národní rady je možné tak učinit, pokud již vystoupili dva řečníci. Poté mohou vystoupit zástupci jednotlivých poslaneckých klubů, zpravodaj a navrhovatel.

## Spojené království
Návrh na ukončení rozpravy (closure motion) může být přijat k ukončení jakékoli debaty jak v Dolní sněmovně, tak ve Sněmovně lordů, a to prostou většinou hlasů. V Dolní sněmovně musí pro přijetí návrhu hlasovat alespoň 100 poslanců; předseda se může rozhodnout návrh na uzavření zamítnout, má-li pocit, že došlo k nedostatečné rozpravě nebo že byl návrh použit k potlačení práv menšiny. V jedné rozpravě je povolen pouze jeden návrh na ukončení rozpravy.
Institut tzv. „gilotiny“ (guillotine motion, formálně allocation of time motion) lze použít pro stanovení času stráveného některou z fází projednávání návrhu zákona. Rozprava skončí po uplynutí stanoveného času; bezprostředně poté se o návrhu hlasuje. Používání gilotin bylo nahrazeno institutem programme motion, kde se doba pro jednotlivé fáze dohodne po druhém čtení návrhu zákona. Tyto instituty lze použít pouze v Dolní sněmovně; Sněmovna lordů časová omezení nepřipouští.

### Historie
Dne 24. ledna 1881 vláda Williama Gladstona předložila do prvního čtení Protection of Person and Property Bill, což byla kontroverzní reakce na irské zemědělské nepokoje. Irská parlamentní strana (IPP) pod vedením Charlese Stewarta Parnella odpověděla nejextrémnějším příkladem své politiky obstrukce formou řečnění; po dvou zasedáních trvajících 22 hodin a poté 41 hodin předseda Dolní sněmovny Henry Brand jednoduše odmítl udělit slovo jakýmkoli dalším poslancům IPP a v časných hodinách 2. února 1881 o návrhu nechal úspěšně hlasovat. Poslanci IPP namítli, že tím předseda porušil jejich práva, a vláda reagovala formalizací procesu formou novelizace jednacího řádu, kterou předložil Gladstone dne 3. února 1881.
V roce 1882 navrhl Gladstone zásadní revizi jednacího řádu a 20. února začala debata o prvním usnesení. V říjnu 1882 Dolní sněmovna začala projednávat návrh dalších pravidel, který byl po 19denní debatě schválen 10. listopadu 1882.
V roce 2000 výbor pro modernizaci Dolní sněmovny doporučil ukončit používání gilotiny a nahradit ho institutem programme motion. Doporučení bylo přijato Dolní sněmovnou dne 7. listopadu 2000.

## Spojené státy
Pravidlo umožňující ukončení debaty bylo přijato 8. března 1917, během první světové války. Stalo se tak poté, co se skupině 12 protiválečných senátorů podařilo zablokovat návrh zákona, který by prezidentu Woodrowu Wilsonovi umožnil vyzbrojit obchodní lodě v reakci na neomezenou německou ponorkovou válku. Na naléhání prezidenta bylo Senátem přijato pravidlo, které umožňovalo dvoutřetinovou většinou přítomných senátorů časově omezit rozpravu. Pravidlo bylo úspěšně uplatněno poprvé 15. listopadu 1919 k ukončení řečnění při projednávání Versailleské smlouvy. Dosáhnout potřebné většiny se však se ukázalo jako velmi obtížné. Mezi lety 1927 a 1962 byl návrh na ukončení rozpravy předložen jedenáctkrát, avšak pokaždé neúspěšně.
V roce 1975 demokratická senátní většina, která dosáhla síly 61 senátorů, snížila potřebnou většinu k ukončení rozpravy na tři pětiny senátorů. V současnosti se cloture uplatňuje pouze pro legislativní návrhy; ty se zpravidla nemohou stát zákonem bez podpory 60 senátorů.